# Мой сын, мой сын, что ты наделал
«Мой сын, мой сын, что ты наделал» (англ. My Son, My Son, What Have Ye Done) — фильм режиссёра Вернера Херцога, вышедший в прокат в 2010 году. Его исполнительным продюсером является Дэвид Линч. Сюжет фильма частично основан на истории Марка Яворского — баскетболиста из Сан-Диего, в 1979 году жестоко убившего свою мать.

## Сюжет
Два детектива приезжают на место преступления — только что театральный актёр по имени Брэд МакКаллум убил свою мать мечом, после чего заперся в своём доме, утверждая, что взял кого-то в заложники. Единственная свидетельница случившегося, соседка семьи МакКаллумов мисс Робертс, находится в шоковом состоянии. Ингрид, невеста Брэда, приехавшая на место событий, рассказала детективам, что до своего путешествия в Перу он был вполне нормальным парнем. Но там случилась трагедия — все его друзья утонули, спускаясь по порогам реки. Брэд же в последний момент отказался от спуска. После своего возвращения домой он часто стал говорить о Боге и даже утверждать, что общался с ним.
Ли Майерс, режиссёр пьесы, в постановке которой участвовал МакКаллум, рассказывает детективам, что был вынужден отстранить его от участия в ней, так как тот постоянно чуть ли не срывал репетиции своей чрезмерной импровизацией. На премьеру пьесы в театре пришёл и Брэд. Находясь в зрительном зале, он громко начал произносить слова своей роли, дублируя заменившего его актёра. Также он говорит, что герой МакКаллум по сюжету пьесы должен был убить свою мать мечом.
Полиция рассматривает различные варианты дальнейшего развития событий, от переговоров с МакКаллумом до силового захвата дома. Тем временем приходит в себя мисс Робертс. Она рассказывает, как произошло это убийство. Миссис МакКаллум заглянула к ней вместе с сыном на чашечку кофе. Брэд вёл себя очень странно, и два раза отлучался, во второй раз он вернулся с мечом, и пронзил им свою мать. Последними её словами были: «Мой сын, мой сын, что ты наделал…».

## Релиз и отзывы
6 сентября 2009 года фильм был показан в рамках внеконкурсной программы 66-го Венецианского кинофестиваля. После участия ещё в нескольких кинофестивалях (в Торонто, Роттердаме и др.) и ограниченного кинотеатрального проката на территории Великобритании, 14 сентября 2010 года в США состоялся релиз фильма на DVD.
Отзывы на фильм достаточно противоречивые, например на Rotten Tomatoes у него 53 % положительных оценок, а балл на Metacritic составляет 59 из 100 (на основе 13 рецензий).

## В ролях
- Майк Шэннон — Брэд МакКаллум
- Уиллем Дефо — детектив Хайвенхарст
- Хлоя Севиньи — Ингрид, невеста Брэда
- Удо Кир — Ли Майерс
- Грейс Забриски — мать Брэда
- Лоретта Дивайн — мисс Робертс, соседка
- Майкл Пенья — детектив Варгас
- Брэд Дуриф — дядя Тэд
- Дэйв Батиста — офицер SWAT